# Мона Чобан
Мона Чобан е псевдоним на българската писателка Цанка Цанкова.

## Биография
Родена е на 13 октомври 1968 г. в Плевен. Завършва Литературния институт „Максим Горки“ в Москва.
През 1999 г. заедно с група български писатели и поети създава сдружението „Орден на трубадурите средиземноморци“, което организира срещи на средиземноморски поети от 12 страни.
От 2003 до 2004 г. е координатор в руските филмови продукции „Турски гамбит“ и „Майстора и Маргарита“.
Автор е на първия чиклит роман „Сексът не е повод за запознанство“, издаден през 2005 г.
Има 2 дъщери – Гала и Иваша. Живее в Париж.
От 2017-а Мона Чобан живее за постоянно в Киселчово. 